# Loi de Hess
 (août 2020).
Si vous disposez d'ouvrages ou d'articles de référence ou si vous connaissez des sites web de qualité traitant du thème abordé ici, merci de compléter l'article en donnant les références utiles à sa vérifiabilité et en les liant à la section « Notes et références ».
La loi de Hess est une loi de la thermochimie, élaborée par le chimiste suisse Germain Henri Hess. Elle est basée sur la propriété de l'enthalpie d'être une fonction d'état et donc sa variation ne dépend que de l'état final et de l'état initial, au cours d'une transformation. Elle s'énonce ainsi :
L'enthalpie de réaction d'une réaction chimique est égale à la somme des enthalpies de formation des produits (état final), diminuée de la somme des enthalpies de formation des réactifs (état initial), en tenant compte de la stœchiométrie de la réaction.
La réaction est schématisée par la relation :
{\displaystyle 0=\sum _{i}\nu _{i}A_{i}~},
où :
- {\displaystyle \nu _{i}<0~} si {\displaystyle A_{i}~} est un réactif ;
- {\displaystyle \nu _{i}>0~} si c'est un produit de la réaction.

Dans les conditions standard à la température T, on obtient :
{\displaystyle \Delta _{r}H_{(T)}^{0}=\sum _{i}\nu _{i}\Delta H_{f,i(T)}^{0}~}.
Cette loi permet, en particulier, de calculer une enthalpie de transformation impossible à obtenir directement en décomposant cette transformation en une suite de transformations dont les valeurs des enthalpies sont connues (voir à titre d'exemple le cycle de Born-Haber).

## Exemple de calcul
Considérons la réaction de combustion du méthane {\displaystyle {\rm {CH_{4(g)}}}}, effectuée à T sous la pression standard p° :
{\displaystyle {\rm {CH_{4(g)}+2O_{2(g)}\longrightarrow \ CO_{2(g)}+2H_{2}O_{(liq)}}}}.
Il est possible de construire un cycle de Hess mettant en jeu la réaction précédente et des transformations impliquant les corps simples stables dans les conditions standard à T. Ce cycle est visualisé sur la figure suivante :
Les transformations impliquant les corps simples correspondent aux réactions de formations des constituants mis en jeu dans la réaction de combustion. Comme l'enthalpie est une fonction d'état, ses variations ne dépendent pas du chemin suivi puisqu'elles ne dépendent que de l'état final et de l'état initial. On obtient :
{\displaystyle \Delta _{r}H_{(T)}^{0}=\Delta H_{f(T)}^{0}(\mathrm {CO_{2(g)}} )+2\Delta H_{f(T)}^{0}(\mathrm {H_{2}O_{(liq)}} )-\Delta H_{f(T)}^{0}(\mathrm {CH_{4(g)}} )-2\Delta H_{f(T)}^{0}(\mathrm {O_{2(g)}} )~}.
On retrouve bien la relation générale indiquée précédemment :
{\displaystyle \Delta _{r}H_{(T)}^{0}=\sum _{i}\nu _{i}\Delta H_{f,i(T)}^{0}~}.
Remarque
Les valeurs des enthalpies standard de formation sont données dans les tables à la température de 298 K. Elles permettent de calculer l'enthalpie standard de réaction à 298 K. La relation de Kirchhoff permet ensuite le calcul à une température différente T.